# 保永村 (愛知県)
保永村（やすながむら）は、愛知県南設楽郡にかつて存在した村。
現在の新城市（旧・作手村）の一部（作手保永など）に該当する。

## 歴史
- 1878年（明治11年） - 見代村、和田村、戸津呂村が合併し、保永村となる[1]。
- 1889年（明治22年）10月1日 - 町村制により、保永村が発足。大字は編成せず[1]。高松村、田代村、杉平村、荒原村、大和田村と組合村を結成[1]。組合村役場を杉平村に設置[2]。
- 1906年（明治39年）5月1日 - 巴村、田原村、菅沼村、高松村、田代村、杉平村、荒原村、大和田村と合併し、作手村が発足。同日保永村は廃止。